# آرامگاه شاهزاده یحیی
بقعه شاهزاده یحیی مربوط به دوره قاجار است و در ساوه، خیابان طالقانی واقع شده و این اثر در تاریخ ۲۵ آبان ۱۳۸۷ با شمارهٔ ثبت ۲۳۷۹۰ به‌عنوان یکی از آثار ملی ایران به ثبت رسیده است.